# Middlesex County (Virginia)
Middlesex County ist ein County im Bundesstaat Virginia der Vereinigten Staaten. Im Jahr 2020 hatte das County 10.625 Einwohner und eine Bevölkerungsdichte von 31,4 Einwohner pro Quadratkilometer. Der Verwaltungssitz (County Seat) ist Saluda.

## Geographie
Middlesex County liegt im Osten von Virginia und hat eine Fläche von 546 Quadratkilometern, wovon 208 Quadratkilometer Wasserfläche sind. Im Norden wird die Grenze durch den Rappahannock River gebildet und im Osten durch die Chesapeake Bay. Es grenzt im Uhrzeigersinn an folgende Countys: Mathews County, Gloucester County, King and Queen County und Essex County.

## Geschichte
Gebildet wurde es 1669 aus Teilen des Lancaster County. Die einzige aufgenommene Stadt, Urbanna, wurde 1680 gegründet und diente hauptsächlich als Hafen um Agrarprodukte auf dem Seeweg zu versenden. 

## Demografische Daten

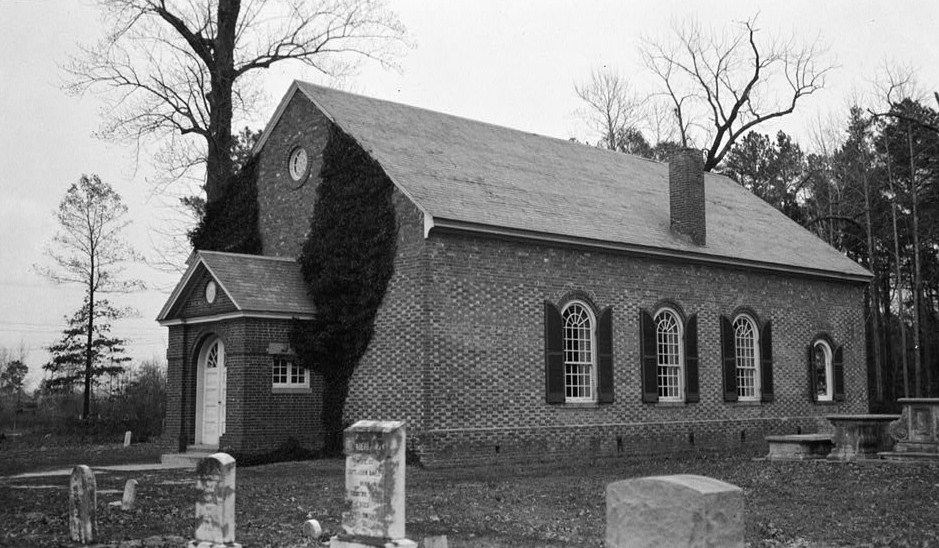
Die Christ Church an der State Route 638, gelistet im NRHP und NPS

Alterspyramide des Middlesex County

Nach der Volkszählung im Jahr 2000 lebten im Middlesex County 9932 Menschen in 4253 Haushalten und 2913 Familien. Die Bevölkerungsdichte betrug 29 Einwohner pro Quadratkilometer. Ethnisch betrachtet setzte sich die Bevölkerung zusammen aus 78,50 Prozent Weißen, 20,13 Prozent Afroamerikanern, 0,25 Prozent amerikanischen Ureinwohnern, 0,12 Prozent Asiaten und 0,41 Prozent aus anderen ethnischen Gruppen; 0,58 Prozent stammten von zwei oder mehr Ethnien ab. 0,55 Prozent der Bevölkerung waren spanischer oder lateinamerikanischer Abstammung.
Von den 4253 Haushalten hatten 22,4 Prozent Kinder und Jugendliche unter 18 Jahre, die bei ihnen lebten. 56,1 Prozent waren verheiratete, zusammenlebende Paare, 9,5 Prozent waren allein erziehende Mütter, 31,5 Prozent waren keine Familien, 27,1 Prozent waren Singlehaushalte und in 14,4 Prozent lebten Menschen im Alter von 65 Jahren oder darüber. Die Durchschnittshaushaltsgröße betrug 2,27 und die durchschnittliche Familiengröße lag bei 2,73 Personen.
Auf das gesamte County bezogen setzte sich die Bevölkerung zusammen aus 19,2 Prozent Einwohnern unter 18 Jahren, 5,1 Prozent zwischen 18 und 24 Jahren, 22,9 Prozent zwischen 25 und 44 Jahren, 30,3 Prozent zwischen 45 und 64 Jahren und 22,5 Prozent waren 65 Jahre alt oder darüber. Das Durchschnittsalter betrug 47 Jahre. Auf 100 weibliche Personen kamen 92,5 männliche Personen. Auf 100 Frauen im Alter von 18 Jahren oder darüber kamen statistisch 90,5 Männer.

Das jährliche Durchschnittseinkommen eines Haushalts betrug 36.875 USD, das Durchschnittseinkommen der Familien betrug 43.440 USD. Männer hatten ein Durchschnittseinkommen von 30.842 USD, Frauen 23.659 USD. Das Prokopfeinkommen betrug 22.708 USD. 9,7 Prozent der Familien und 13,0 Prozent der Bevölkerung lebten unterhalb der Armutsgrenze. Davon waren 20,7 Prozent Kinder oder Jugendliche unter 18 Jahre und 10,7 Prozent waren Menschen über 65 Jahre.